# Gnopharmia kasrunensis
Gnopharmia kasrunensis là một loài bướm đêm trong họ Geometridae.